# Den græske borgerkrig
Den græske borgerkrig (græsk: Ο ελληνικός εμφύλιος πόλεμος; tr. ellinikos emfylios polemos) var en borgerkrig i Grækenland mellem kommunister og konservative, der blev udkæmpet fra 1946 til 1949. Den var det første eksempel på en kommunistisk guerillakrig i efterkrigstiden og Den Kolde Krig.
Borgerkrigen blev udkæmpet mellem Grækenlands Demokratiske Hær (DSE), der var den militære gren af Grækenlands Kommunistiske Parti (KKE) med rødder i den tidligere kommunistiske modstandsbevægelse (ELAS) fra Anden Verdenskrig støttet af Bulgarien, Albanien og Jugoslavien på den ene side, og den konservative regeringshær støttet af Storbritannien og USA på den anden side. Borgerkrigen endte med kommunisternes nederlag i 1949, da Titos Jugoslavien, efter afbrydelsen af forbindelserne med Moskva, lukkede grænsen for den græske guerillabevægelse, hvis politiske gren KKE definerede sig selv som Moskva-tro.
Borgerkrigen gik i høj grad ud over civilbefolkningen, som led store pinsler fra begge sider, ud fra den kendte krigsmentalitet: "enten er du med mig, ellers er du imod mig". Krigen satte, sammen med 2. verdenskrig, Grækenland mange år tilbage økonomisk og medførte politisk instabilitet indtil 1974, hvor militærdiktaturet faldt.
Truman-doktrinen var en direkte konsekvens af den græske borgerkrig og Englands nødråb til USA om, at man ikke længere var i stand til succesfuldt at støtte de antikommunistiske styrker i Grækenland, og at Storbritannien frygtede, at landet ville "falde" til Sovjetunionens indflydelsessfære. Den 12. marts 1947 proklamerede den amerikanske præsident, Harry S. Truman, at USA ville støtte Grækenland (og Tyrkiet, der ikke havde noget med den græske borgerkrig at gøre) økonomisk og militært med henblik på, at landene ikke skulle blive kommunistiske. Trumandoktrinen betragtes som starten på den kolde krig, da vesten skiftede fra at blot tolerere ("détente"-begrebet) til "containment", dvs. inddæmning af Sovjetunionen.